# Cantó de Dannemarie
El cantó de Dannemarie (alsacià kanton Dàmmerkirech) és un divisió administrativa francesa situat al departament de l'Alt Rin i a la regió del Gran Est.

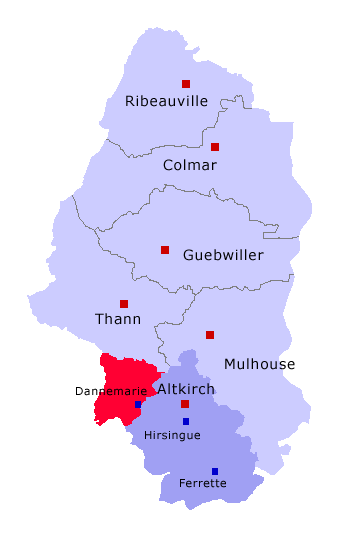
representació del cantó de Dannemarie al districte d'Altkirch i al departament de l'Alt Rin

## Composició
El cantó aplega 30 comunes :
| Nom alsacià         | Nom francès           | Nom alemany          |
| Albach              | Elbach (Alt Rin)      | Elbach               |
| Àltenàch            | Altenach              | Altenach             |
| (*) Àltmínschtràl   | Montreux-Vieux        | Alt-Münsterol        |
| Àmmerzwíller        | Ammertzwiller         | Ammerzweiler         |
| Bàlschwíller        | Balschwiller          | Balschweiler         |
| Baretswiller        | Bellemagny            | Baronsweiler         |
| Bruckedswiller      | Bréchaumont           | Brückensweiler       |
| Bratte              | Bretten (Alt Rin)     | Bretten              |
| Büethwiller         | Buethwiller           | Büthwiller           |
| (*)                 | Chavannes-sur-l'Étang | Schaffnatt am Weiher |
| Dàmmerkírech        | Dannemarie (Alt Rin)  | Dammerkirch          |
| Diefmàtte           | Dieffmatten           | Diefmatten           |
| (*) Welschestaibach | Eteimbes              | Welschensteinbach    |
| Ewertröibàch        | Traubach-le-Haut      | Traubach             |
| Fàlkwíller          | Falkwiller            | Falkweiler           |
| Gavenàtt            | Guevenatten           | Gevenatten           |
| Gíldwíller          | Gildwiller            | Gildweiler           |
| Gummerschdorf       | Gommersdorf           | Gommersdorf          |
| Hàgebàch            | Hagenbach (Alt Rin)   | Hagenbach            |
| Hecke               | Hecken                | Hecken               |
| (*) Jungmínschtràl  | Montreux-Jeune        | Jung-Münsterol       |
| (*) Mànglàtt        | Magny (Alt Rin)       | Magny                |
| Mànschbàch          | Manspach              | Manspach             |
| Needertröibàch      | Traubach-le-Bas       | Traubach             |
| Ratzwíller          | Retzwiller            | Retzweiler           |
| (*) Romààni         | Romagny (Alt Rin)     | Romagny              |
| (*)                 | Saint-Cosme           | Sankt Kosman         |
| Starnebarg          | Sternenberg           | Sternenberg          |
| (*) Grüene-Lüttre   | Valdieu-Lutran        | Gottestal-Lüttern    |
| Wolferschdorf       | Wolfersdorf           | Wolfersdorf          |

## Conseller general de l'Alt Rin
- 1998-2010: Rémy With